# Coryphantha pulleineana
Coryphantha pulleineana ist eine Pflanzenart in der Gattung Coryphantha aus der Familie der Kakteengewächse (Cactaceae). Das Artepitheton pulleineana ehrt den australischen Kakteenliebhaber Robert H. Pulleine aus Adelaide.

## Beschreibung
Coryphantha pulleineana wächst meist einzeln, verzweigt nur selten von der Basis aus und besitzt knollige Wurzeln. Die schmal zylindrischen, dunkel graugrünen Triebe erreichen bei Durchmessern von 1,5 bis 4,5 Zentimetern Wuchshöhen von bis zu 20 Zentimeter. Die bis zu 10 Millimeter langen, stark aufsteigenden Warzen sind gerundet konisch bis eiförmig. Die Axillen und die Furchen auf den Warzen sind weiß bewollt. Nektardrüsen sind nicht vorhanden. Die drei bis vier braunen bis schwarzen Mitteldornen sind gerade, steif, aufsteigend und 1,5 bis 2,8 Zentimeter lang. Die zwölf bis 18 ungleichen, gräulich weißen Randdornen besitzen eine dunklere Spitze und weisen Längen von 1,3 bis 1,5 Zentimeter auf.
Die hell bis leuchtend gelben oder orangegelben Blüten erreichen Längen von bis zu 2,5 Zentimeter und Durchmesser von 3 bis 4 Zentimeter. Die grünlichen Früchte sind saftig.

## Verbreitung, Systematik und Gefährdung
Coryphantha pulleineana ist im mexikanischen Bundesstaat San Luis Potosí im Gebiet von Matehuala auf Hügelseiten mit kalkhaltigen, sandig-kiesigen Böden in Höhenlagen von 1430 bis 1510 Metern verbreitet.
Die Erstbeschreibung als Neolloydia pulleineana durch Curt Backeberg wurde 1948 veröffentlicht. Charles Edward Glass stellte die Art 1968 in die Gattung Coryphantha.
In der Roten Liste gefährdeter Arten der IUCN wird die Art als „Endangered (EN)“, d. h. als stark gefährdet geführt.

## Nachweise